# خفاش هيلديغارد
خفاش ضريح هيلديجارد هو نوع من الخفافيش ذات الأجنحة الكيسية. تم العثور عليه بالقرب من سواحل كينيا وتنزانيا حيث تتغذى في الغابات الاستوائية الجافة والجثث في الكهوف. إنه نوع نهاري وقد قام الاتحاد الدولي لحفظ الطبيعة بتقييم حالة حفظه على أنها معرضة للخطر. تم إعطاء الاسم المحدد hildegardeae تكريمًا لعالم الأنثروبولوجيا هيلديجارد بياتريس هيندي .

## وصف
خفاش هيلديجارد هو خفاش متوسط الحجم، كيسي الجناح. يحتوي رأسه على خطم طويل مدبب وتجويف عميق بين عينيه، الكبيرتين. الشفة السفلية لها نتوء مخدد والأذنين مثلثة ومائلة للخلف. لا توجد أكياس أنف ولا حلق. الأجنحة طويلة وضيقة. هناك فرو على الجسم كله، والسطح الظهري يكون شاحبًا بنيًا رماديًا والسطح البطني أبيض. الذكور الكاملة لديهم رقعة سوداء في الحلق. تفرز الغدد في هذه الرقعة سوائل تميل إلى تلوين الفراء على الصدر البني المصفر. أغشية الجناح بيضاء بشكل أساسي، مع خط بني عند القاعدة. الذيل حر، يتم عرضه من السطح العلوي للغشاء الفخذي.

## التوزيع والسكن
هذا الخفاش مستوطن في شرق أفريقيا حيث يقتصر على الشريط الساحلي لكينيا وتنزانيا. يمتد نطاقه من مصب نهر تانا في كينيا إلى دار السلام في تنزانيا، وكذلك جزر بمبا وزنجبار. يعتمد على الكهوف أو مواقع أخرى تحت الأرض للبيات، وعلى الغابات الجافة للتغذية. بشكل عام، هذه الخفافيش مقيمة، لكن سكانًا مميزين من الأفراد الأكبر حجمًا والأغمق في جنوب شرق كينيا يهاجرون كل عام إلى وجهة غير معروفة.

## علم البيئة
خفاش هيلديغارد هو نوع نهاري، يصطاد من خلال الغابات الجنادب والفراشات والعث، ويجثم في الليل في الكهوف والمواقع الأخرى تحت الأرض، وغالبًا ما يشارك بياته مع الخفافيش الأفقية الأكثر شيوعًا إلى حد ما ( Coleura afr).

## الحالة
هذا الخفاش لديه نطاق صغير نسبيًا، مع مساحة إجمالية تبلغ 20,000 كيلومتر مربع (7,700 ميل2). وهو معروف في حوالي عشرة مواقع مختلفة داخل هذا النطاق. وتشمل التهديدات التي تواجهها الاضطراب في كهوفها، وتدهور الغابات التي تصطاد فيها. قام الاتحاد الدولي لحفظ الطبيعة بتقييم حالة حفظه على أنها معرضة للخطر.